# Triamcynolon
Triamcynolon – organiczny związek chemiczny, fluorowany kortykosteroid, syntetyczna pochodna prednizolonu.

## Działanie
Średnio silne działanie przeciwzapalne i łagodzące objawy uczulenia, po zastosowaniu na skórę wchłania się częściowo do krwiobiegu i wywołuje działanie układowe. Swoje działanie wywołuje na około 12-36 godzin (podany doustnie).

## Zastosowanie
Choroby skóry (łuszczyca, uczulenia kontaktowe, świąd skóry, oparzenia słoneczne). Typowe wskazania : łojotokowe zapalenie skóry, atopowe zapalenie skóry, liszaj pokrzywkowy, wyprysk kontaktowy alergiczny, rumień wielopostaciowy, toczeń rumieniowaty, liszaj płaski. Nie powinno stosować się na błony śluzowe, na zmiany nowotworowe lub wirusowe.
Znalazł on też zastosowanie w okulistyce (przy leczeniu stanów zapalnych siatkówki, bądź też przy wysiękowym AMD)

## Działania niepożądane
Jak w przypadku glikokortykosteroidów, najczęściej są to osteoporoza, miopatia i naczyniowa skaza krwotoczna ze znacznymi nierzadko wylew krwi oraz zanikami skóry.
Przy leczeniu okulistycznym mogą nastąpić powikłania w postaci zaćmy lub jaskry wtórnej.

## Preparaty
- Polcortolon – 0,1% maść i 0,1%krem, tabletki oraz iniekcje domięśniowe.